# Brocá (Barcelona)
Brocá es una entidad de población española del municipio de Guardiola de Berguedá, perteneciente a la provincia de Barcelona, en la comunidad autónoma de Cataluña.

## Historia
Hacia mediados del siglo XIX, el lugar, por entonces con ayuntamiento propio, tenía contabilizada una población de 109 habitantes. Aparece descrito en el cuarto volumen del Diccionario geográfico-estadístico-histórico de España y sus posesiones de Ultramar de Pascual Madoz con las siguientes palabras:

BROCA: l. con ayunt. de la prov., aud. terr. y c. g. de Barcelona (18 1/2 leg.), part. jud. y adm, de rent. de Berga (3 1/2), dióc, de Solsona (9): sit. á la izq. del r. Riutort, al pie y á lo largo de una elevada sierra llamado en el pais de San Marcos por una ermita que en su cima habia dedicada á este Santo; limitan su horizonte, hácia el N. la espresada sierra; al E. algunas lomas mas elevadas que el terreno que ocupa el pueblo; al S. la montaña de Clusas, y al O, la de Gisclarenys: entre todos la resguardan de la violencia de los vientos y contribuyen á que su clima sea menos frio y mas saludable. Tiene 20 casas separadas unas de otras, sin forma de calles, ni de plazas, y una igl. parr. (San Martin), servida por un cura párroco; sufrió un incendio que la destruyó con otros muchos edificios en la última guerra civil; pero despues de terminada esta se reedificó con bastante gusto. Confina el térm. N. Gabarrós ; E. La Pobla de Lillét; S. Serdañola, y O, San Lorenzo y Bagá: se estiende de N. a S. 3/4 leg., y de E. á O. 1 leg.; se encuentran en él algunas fuentes de agua de mala calidad, sin embargo se sirven de ella los vec. para sus usos domésticos y regar algunos huertos: por el estremo E. pasa el r. Riutort que se une luego al Llobregat; éste atraviesa el térm, por el S. de E. á 0., dejando en su orilla izq. á 1/4 de hora una mina de hierro que no se esplota, a pesar de haber á sus inmediaciones una fragua, sin duda por ser de mala calidad: un poco mas abajo se halla una fuente salada que se benofició durante la pasada guerra civil, cuando no podia estraerse sal de Cardona, evaporando el agua por medio de ebullicion en mas de 100 calderas, con lo que quedó destruido el hermoso bosque arbolado que antes habia. El terreno, en general, es quebrado, pero de la mejor calidad las tierras en cultivo. prod.: trigo, centeno, maiz, patatas y en lo erial buenos pastos, cria ganado vacuno. pobl. 22 vec., 109 alm. cap. prod. 999,600 rs. imp. 24,840.
(Madoz, 1849, p. 461)

Entre el censo de 1857 y el anterior, crece el término del municipio porque incorpora a Gabarrós. El municipio de Brocá desapareció el 12 de octubre de 1942, al fusionarse con el de San Julián de Cerdañola para formar el de Guardiola de Berguedá.

## Demografía
| Gráfica de evolución demográfica de Brocá entre 1842 y 1940 |
| |
| Población de derecho según los censos de población del INE. Población de hecho según los censos de población del INE.Entre el censo de 1857 y el anterior, crece el término del municipio porque incorpora a Gabarrós. Entre el censo de 1950 y el anterior, este municipio desaparece porque se integra en el municipio Guardiola de Berga. |